# 그 후로 오랫동안
《Shin Seung hun IV》는 신승훈의 4집 정규 앨범이다. 타이틀곡은 〈그 후로 오랫동안〉이며, 발매일은 1994년 9월 15일이다.

## 음반
4집은 신승훈표 발라드의 저력을 대중들에게 확고히 각인시킨 앨범이다. 신승훈이 직접 프로듀싱 작업에도 참여를 하는 등 앨범에 큰 노력을 기울였고 R&B, 하우스, 댄스 등 다양한 장르를 담아내어 음악적 완성도를 높이면서 지난 3집 앨범보다 더 성장한 면모를 보였다. 이전까지 음반을 3장 이상 연속으로 히트한 가수가 없었기 때문에 신승훈 역시 한물 간 가수일 것이라는 주위의 편견을 비웃듯이 그 당시 댄스 음악 붐이 불어닥치던 상황에서도 타이틀곡인 〈그 후로 오랫동안〉은 대중들에게 큰 사랑을 받으며 신승훈 발라드의 저력을 보여주었다. 또한 신승훈이 직접 배우 김지호를 발굴해내어 출연시킨 뮤직비디오로도 유명하며 신승훈 스스로도 자신의 자작곡들 중 가장 애착이 가는 곡으로 꼽기도 했다. 그 후에도 〈오랜 이별 뒤에〉, 〈사랑 느낌〉, 〈어긋난 오해〉등을 히트시키면서 골든컵을 연이어 차지하였으며 그 해 4번째 골든디스크 본상을 수상했다.

## 수록곡
| #             | 제목                                    | 작사          | 작곡          | 재생 시간 |
| ------------- | --------------------------------------- | ------------- | ------------- | --------- |
| 1.            | 〈Prologue / With You In The Rain〉     |               | 신승훈        | 0:42      |
| 2.            | 〈그 후로 오랫동안〉                    | 신승훈        | 신승훈        | 4:23      |
| 3.            | 〈사랑느낌〉                            | 신승훈        | 신승훈        | 3:34      |
| 4.            | 〈너를 보내며〉                         | 신승훈        | 신승훈        | 4:45      |
| 5.            | 〈내일이 오면〉                         | 신승훈        | 신승훈        | 3:40      |
| 6.            | 〈나만의 이별〉                         | 이풀잎        | 김형석        | 3:45      |
| 7.            | 〈오랜 이별 뒤에〉                      | 김창환        | 신승훈        | 4:18      |
| 8.            | 〈변해가는 내 모습〉                    | 신승훈        | 신승훈        | 3:30      |
| 9.            | 〈어긋난 오해〉                         | 김창환        | 천성일        | 3:45      |
| 10.           | 〈슬픈 사랑〉                           | 이풀잎        | 김형석        | 4:14      |
| 11.           | 〈로미오 & 줄리엣 (Remix : Multi Mix)〉 | 신승훈        | 신승훈        | 3:27      |
| 총 재생 시간: | 총 재생 시간:                           | 총 재생 시간: | 총 재생 시간: | 40:03     |

## 제작진
- Produced by : 김창환
- Executive Produced by : 신승훈
- All Arranged : 김형석 (Except : 함춘호, '오랜 이별 뒤에')
- Additional Arranged : 신승훈
- Piano & Synth : 김형석
- Bass : 김현규, 장기호
- Acoustic & Electric Guitar : 함춘호
- Violin : 심상원
- Acoustic String Ensemble : 오진영 외 15명
- Computer Programming : 원창준
- Chorus : 신승훈, 장필순, 김건모, 조규찬
- Engineered & Mixed : 도정희
- Assistant Engineered : 박권일
- Digital Mastering : 고희정
- Recording Studio : 서울 스튜디오